# Šílený med

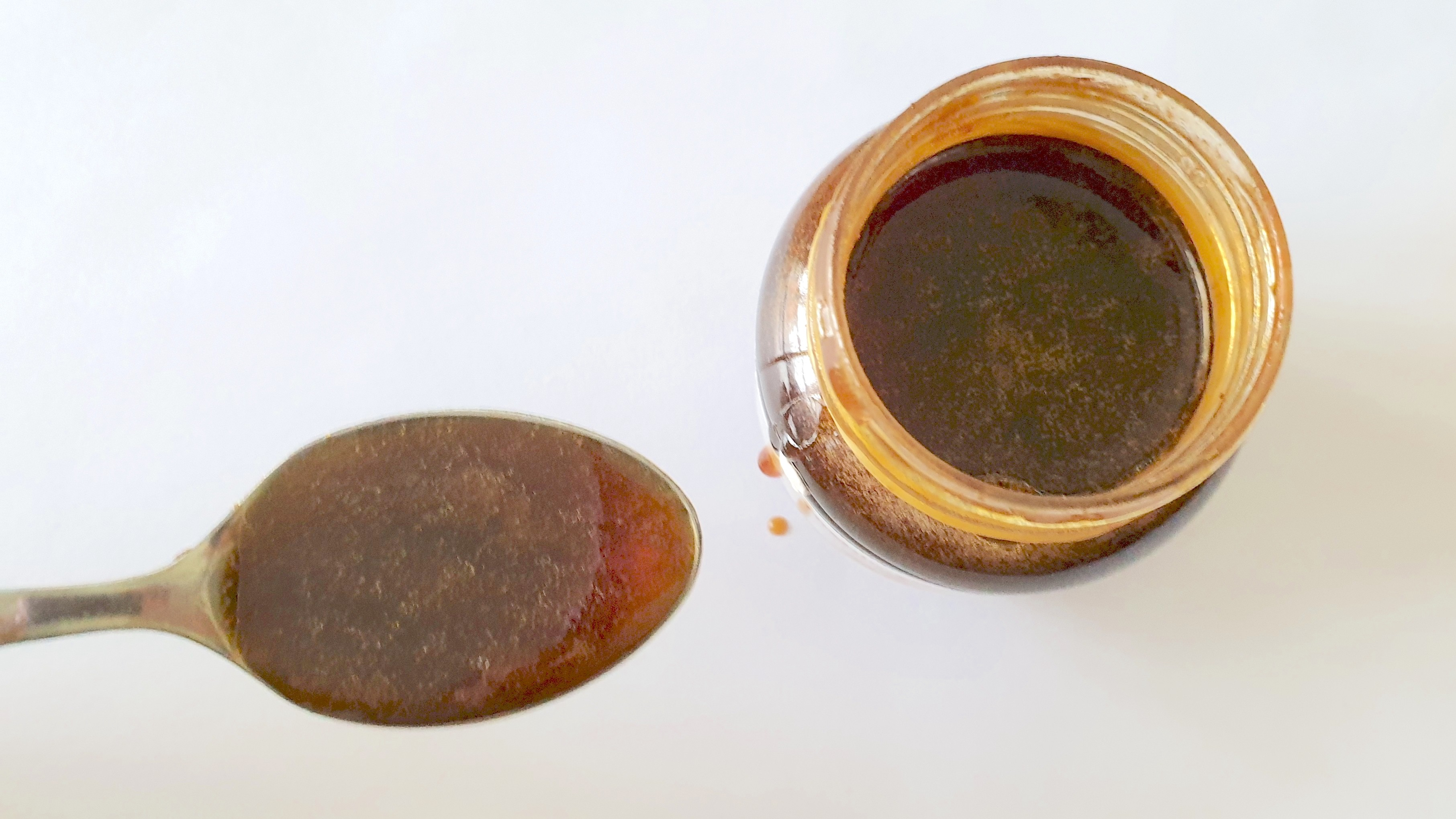
Šílený med

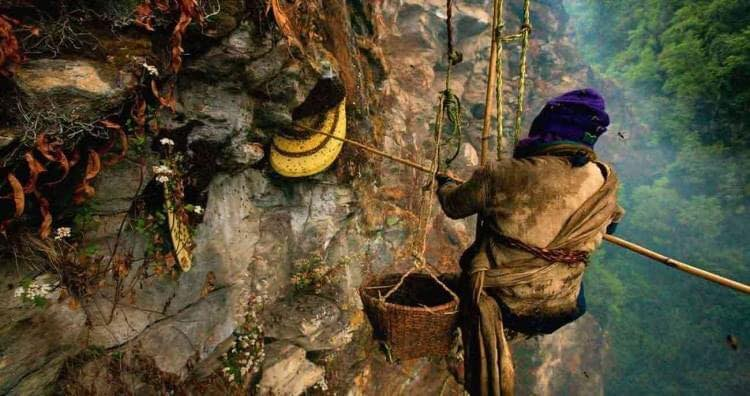
Sběr medu divokých včel v Nepálu

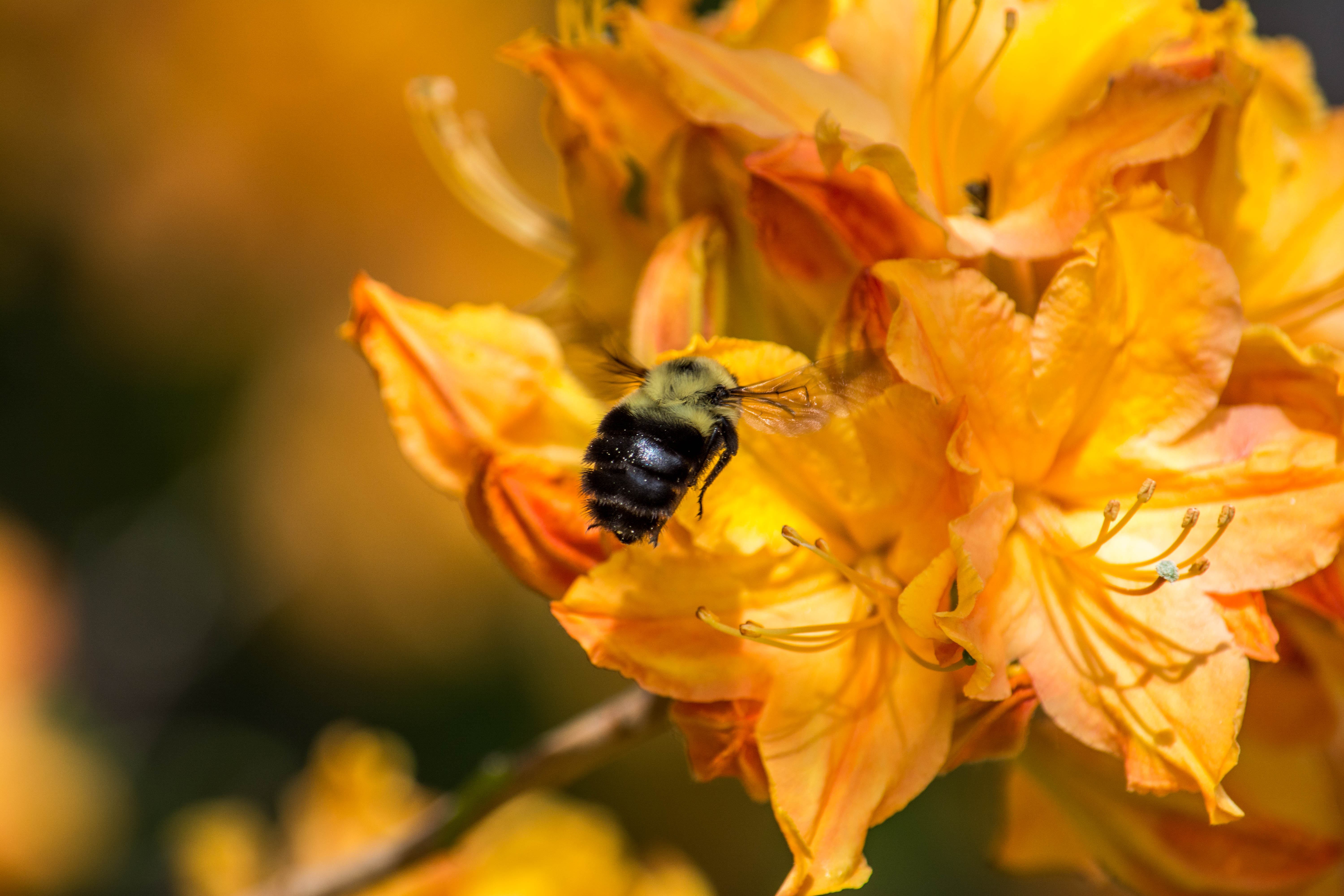
Rododendrony jsou zdrojem grayanotoxinů, které dávají šílenému medu jeho vlastnosti.

Šílený med (angl. mad honey) je speciální druh medu s omamnými účinky, který obsahuje neurotoxin grayanotoxin a má silně halucinogenní účinky. Je tmavě načervenalý a vzniká z nektaru a pylu rostlin rodu Rododendron (česky také pěnišník, azalka). Šílený med se získává především v Nepálu a Turecku, kde se používá jako tradiční medicína a rekreační droga.
V himálajské oblasti Hindúkuš jej produkují himálajské obří včely skalní (Apis laboriosa) a v Turecku včely kavkazské (Apis mellifica caucasica). Sběr medu v Nepálu tradičně prováděl lid Gurung. Med lze také zřídka nalézt na východě Spojených států amerických.

## Historie
Historické zprávy o šíleném medu lze nalézt ve starověkých řeckých textech. Řecký vojevůdce Xenofón psal ve své Anabázi o účincích šíleného medu na vojáky již v 5. stol. př. n. l. Během třetí mithridatické války, v roce 65 př. n. l., král Mithridates použil šílený med jako biologickou zbraň proti římským vojákům pod velením generála Pompeia. Během 18. století byl šílený med dovezen do Evropy, kde se přidával do alkoholických nápojů.

## Symptomy otravy
Symptomy otravy jsou velmi závislé na dávce, nastupují přibližně hodinu po konzumaci medu a obvykle odeznívají během 24 h. Středně silná intoxikace se projevuje zejména závratěmi, celkovou slabostí, nadměrným pocením a sliněním, nevolností, zvracením a parestezií (mravenčením). Pokud je grayanotoxin požit ve větším množství, může vyvolat i život ohrožující srdeční komplikace (např. poruchu převodu vzduchu ze srdečních předsíní na srdeční komoru zvanou atrioventrikulární blok).